# ALCO S-2

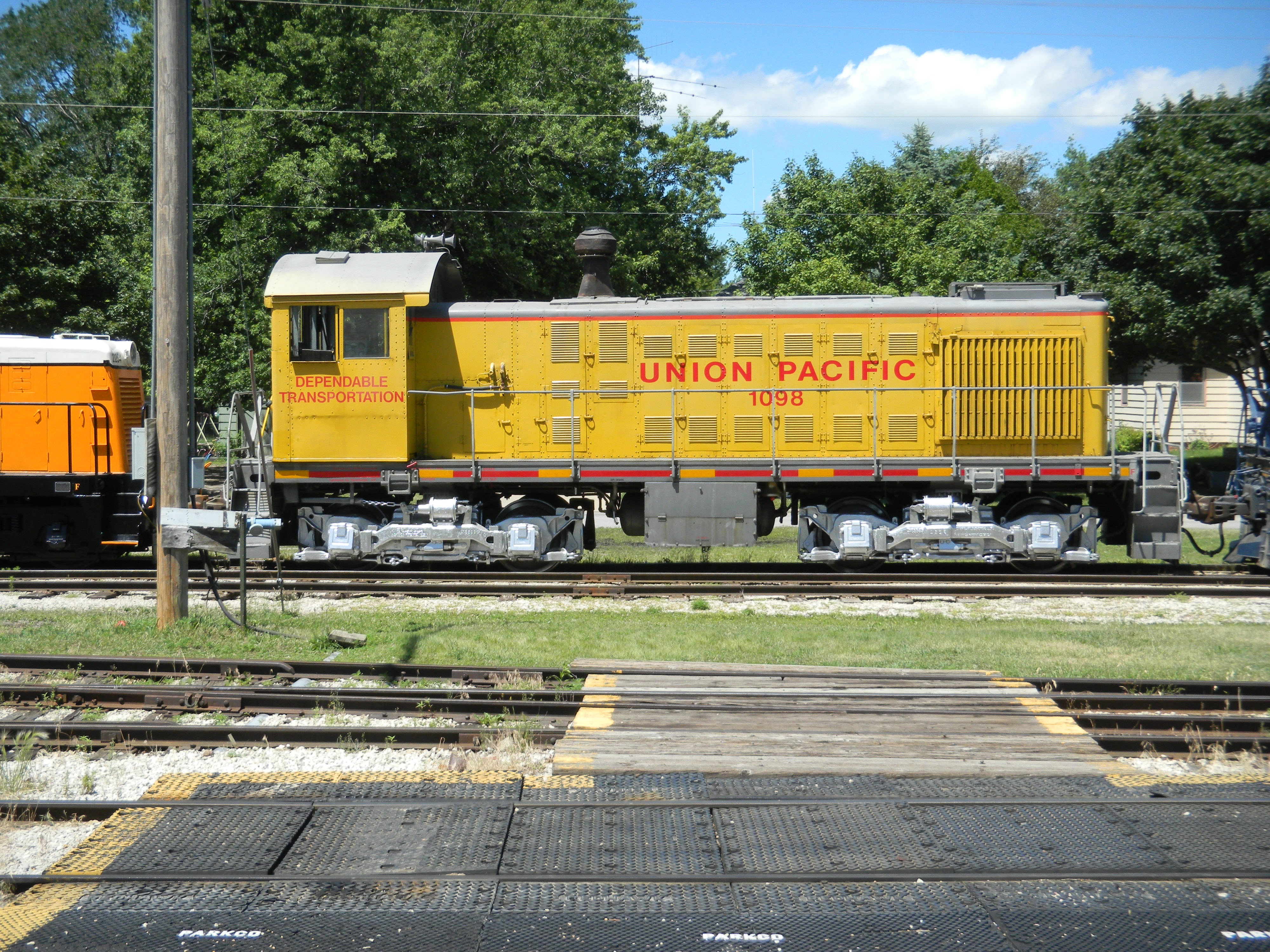
S-2 conservé, portant une livrée fictive de la Union Pacific (UP n'avait jamais des locos S-2).

L’ALCO S-2 est un locotracteur diesel construit par l'American Locomotive Company entre 1940 et 1950. La locomotive produit 1000 ch.
Le S-2 était alimenté par un moteur diesel de type-539 super chargé de six cylindres en ligne à quatre temps. Pesant environ 120 tonnes, sa transmission électrique permettait une vitesse maximale de sécurité de 60 milles par heure. Un ingénieur d'Alco, Ray Patten, était responsable pour style extérieur de la locomotive, tout en courbes, une application légère de principes Art déco.